# Garrulax
Garrulax es un género de aves paseriformes perteneciente a la familia Leiothrichidae. Sus miembros, denominados comúnmente charlatanes, se extienden por Asia. 

## Especies
Contiene las siguientes especies:
- Garrulax leucolophus – charlatán crestiblanco;
- Garrulax striatus – charlatán estriado;
- Garrulax bicolor – charlatán de Sumatra;
- Garrulax monileger – charlatán acollarado chico;
- Garrulax pectoralis – charlatán acollarado grande;
- Garrulax albogularis – charlatán gorjiblanco;
- Garrulax ruficeps – charlatán coronirrufo;
- Garrulax perspicillatus – charlatán enmascarado;
- Garrulax rufifrons – charlatán frentirrufo;
- Garrulax cinereifrons – charlatán cabecigrís;
- Garrulax palliatus – charlatán de la Sonda;
- Garrulax maesi – charlatán de Maës;
- Garrulax castanotis – charlatán carirrufo;
- Garrulax milleti – charlatán de Millet;
- Garrulax ferrarius – charlatán de Camboya;
- Garrulax sukatschewi – charlatán de Sukatschev;
- Garrulax cineraceus – charlatán ceniciento;
- Garrulax rufogularis – charlatán golirrufo;
- Garrulax konkakinhensis – charlatán orejicastaño;
- Garrulax lunulatus – charlatán lunado;
- Garrulax bieti – charlatán de Biet;
- Garrulax maximus – charlatán gigante;
- Garrulax ocellatus – charlatán ocelado;
- Garrulax caerulatus – charlatán flanquigrís;
- Garrulax poecilorhynchus – charlatán rojizo de Formosa;
- Garrulax berthemyi – charlatán rojizo chino;
- Garrulax chinensis – charlatán golinegro;
- Garrulax nuchalis – charlatán nuquipardo;
- Garrulax gularis – charlatán colirrufo;
- Garrulax delesserti – charlatán de Delessert;
- Garrulax courtoisi – charlatán coroniazul;
- Garrulax galbanus – charlatán goligualdo;
- Garrulax vassali – charlatán cariblanco;
- Garrulax ruficollis – charlatán cuellirrufo;
- Garrulax mitratus – charlatán mitrado;
- Garrulax treacheri – charlatán de Treacher;
- Garrulax sannio – charlatán payaso;
- Garrulax davidi – charlatán de David;
- Garrulax lugubris – charlatán negro;
- Garrulax canorus – charlatán canoro;
- Garrulax taewanus – charlatán de Formosa;
- Garrulax strepitans – charlatán cuelliblanco;
- Garrulax calvus – charlatán calvo;
- Garrulax merulinus – charlatán pechipinto;
- Garrulax annamensis – charlatán pechinaranja.